# Eretmoptera browni
Eretmoptera browni är en tvåvingeart som beskrevs av Kellogg 1900. Eretmoptera browni ingår i släktet Eretmoptera och familjen fjädermyggor.
Artens utbredningsområde är Kalifornien. Inga underarter finns listade i Catalogue of Life.